# 高水山
高水山（たかみずさん）は東京都青梅市にある標高759メートル（m）の山である。岩茸石山（標高793 m）、惣岳山（標高756 m）と共に高水三山とよばれ、東京近郊のハイキングコースあるいは手頃な登山コースとして人気がある。
山頂には真言宗豊山派の高水山常福院があり、4月の第2日曜日には古式ゆかしい獅子舞（高水山古式獅子舞）が披露されている。
高水山の開基は円珍（智証大師）といわれており、鎌倉時代の有力な御家人である畠山重忠は、ここの不動明王に深く帰依し不動堂を再建したが、数度にわたる山火事のため焼失し現在の不動堂は1822年に再建されたものである。
また、高水山常福院には近年まで畠山重忠奉納の品（鎧、刀剣等）が伝えられていたという。

## 登山
一般的には軍畑駅から登れる。他の方法としては、岩茸石山から尾根を縦走するか、都営バス上成木バス停から登ることもでき、車で山頂直下の駐車場に停めて登る方法もある。（ただし、林道に付き走行には注意を要する。）

## ギャラリー

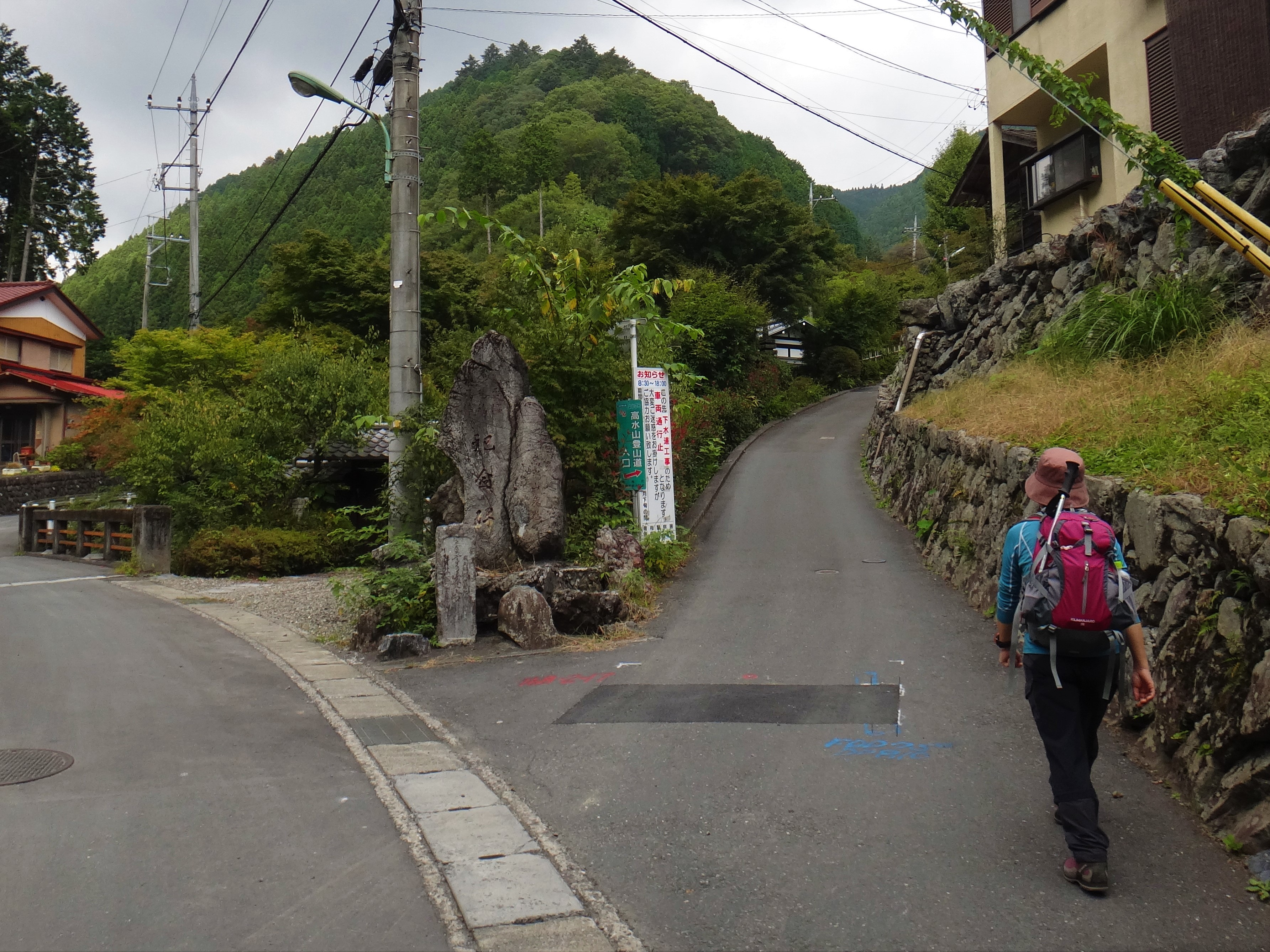
高源寺下の分岐
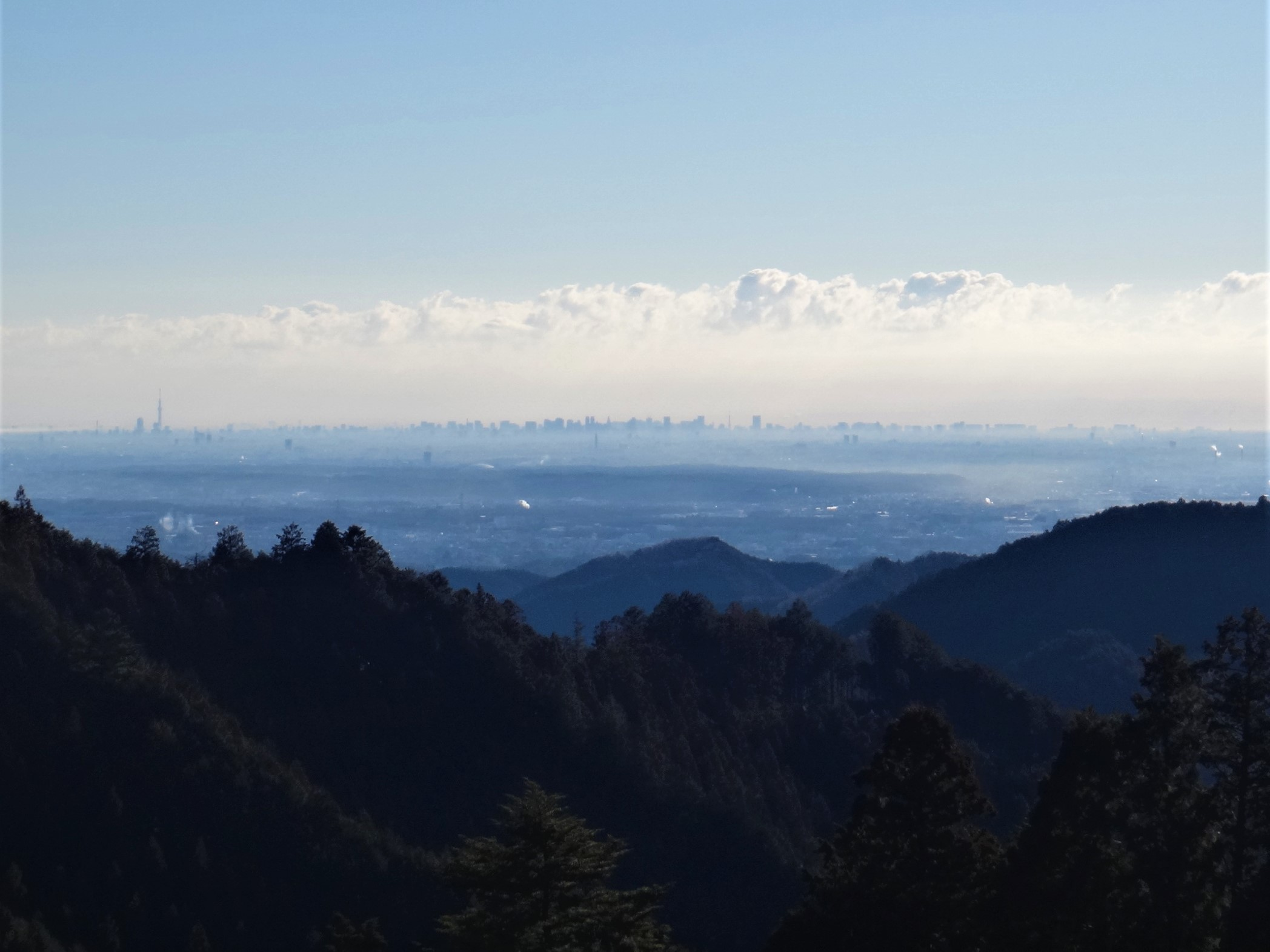
高水山から都心方面の眺め
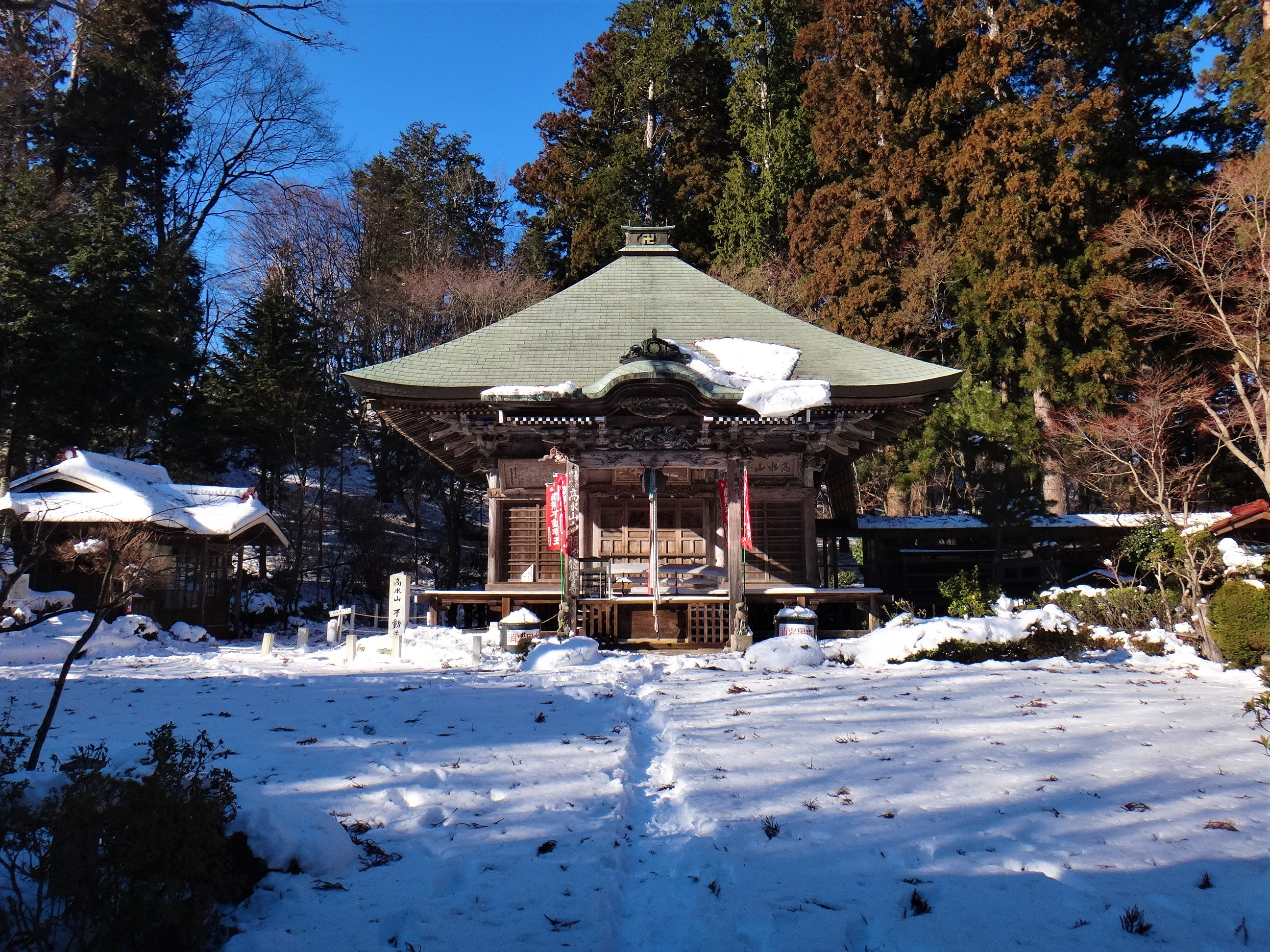
高水山常福院
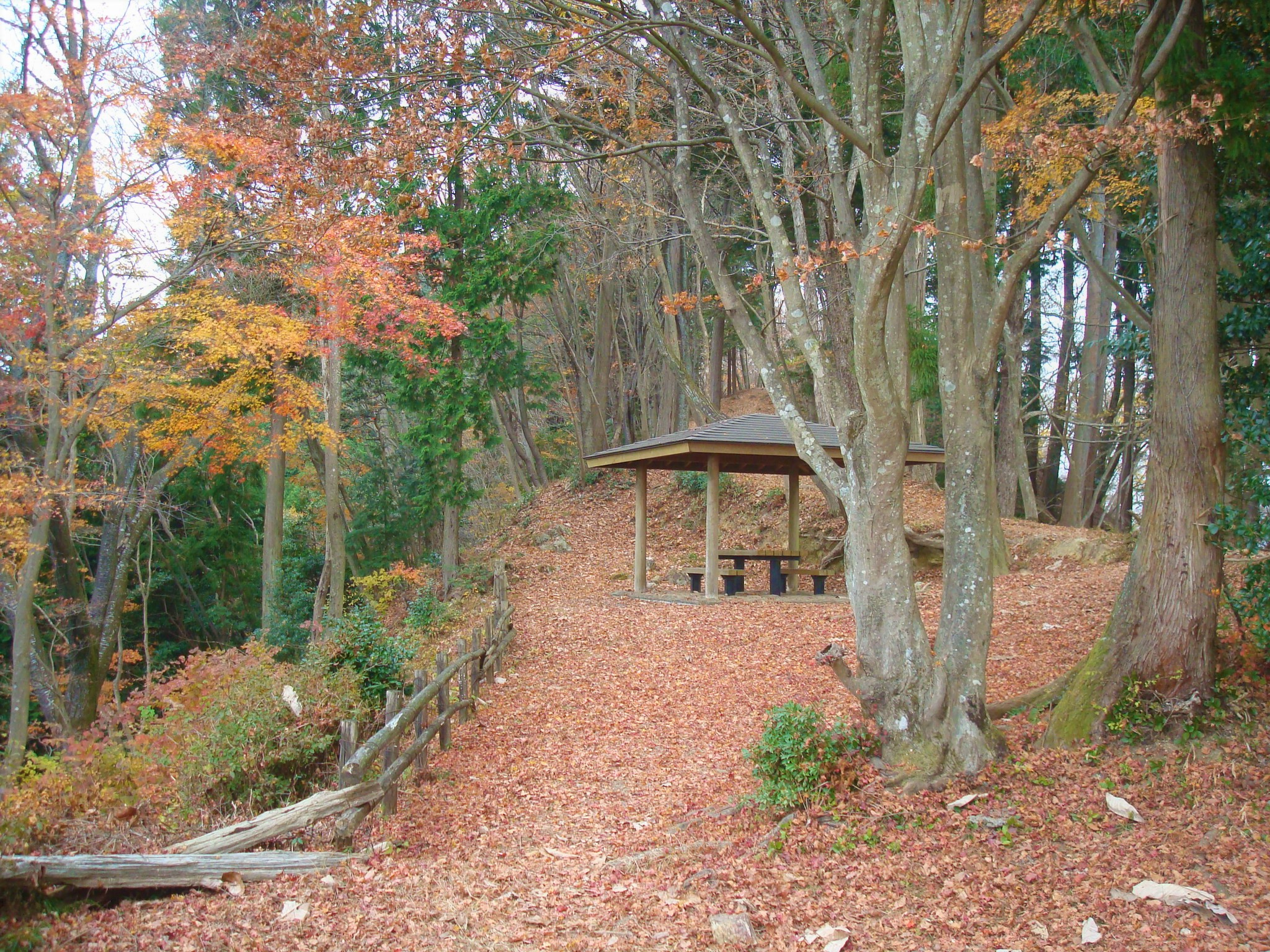
高水山の四阿
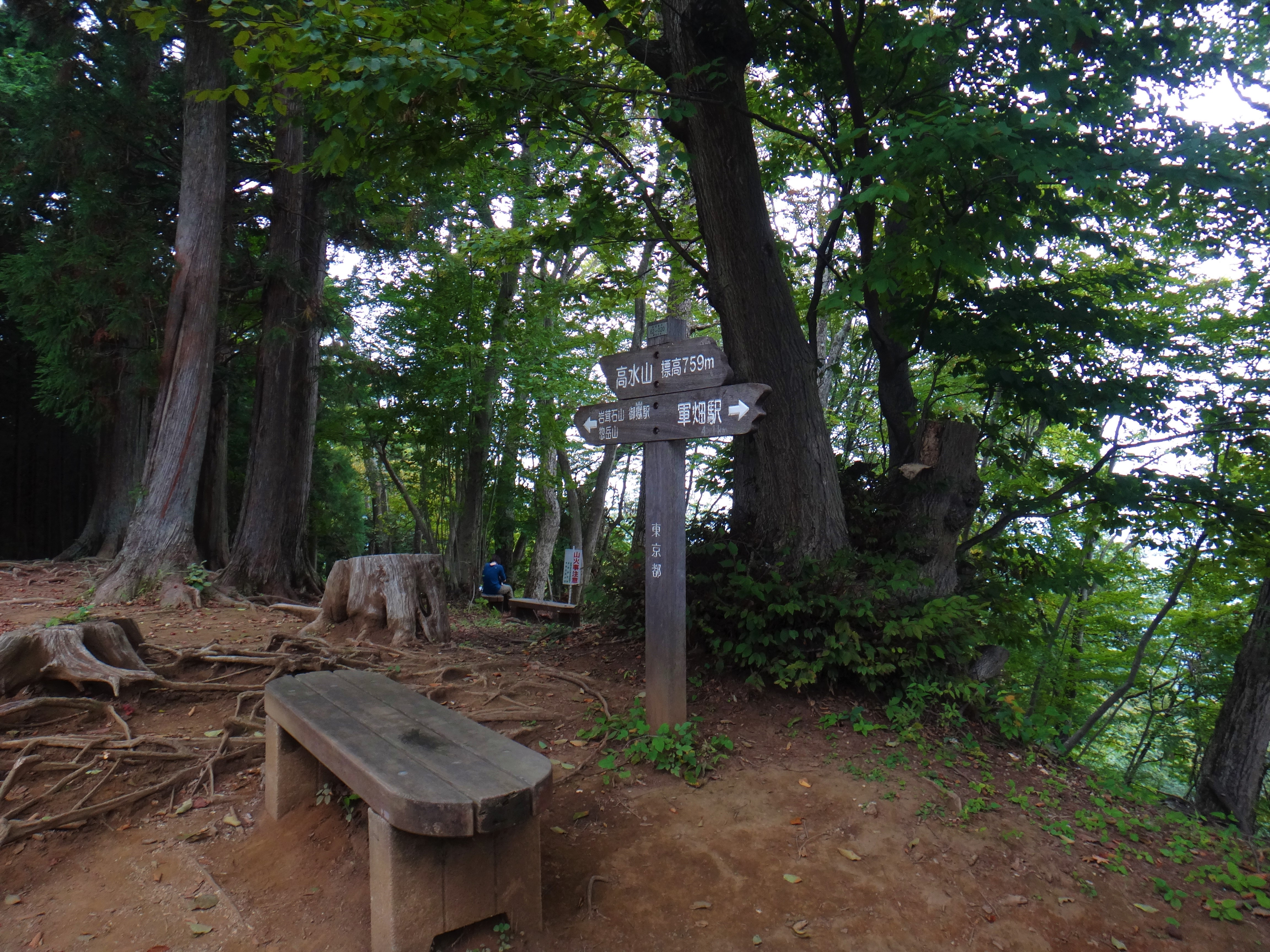
高水山山頂
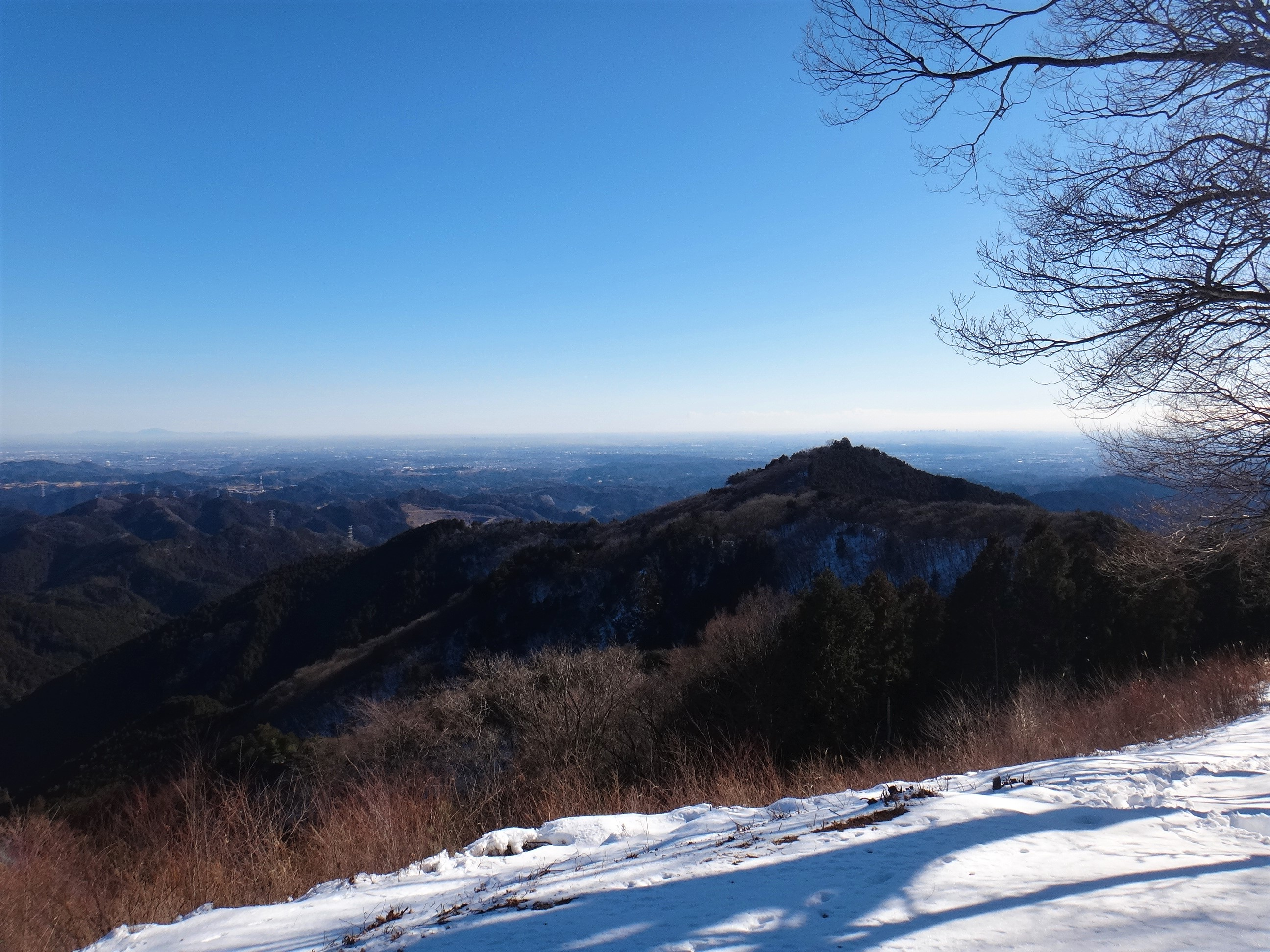
岩茸石山から高水山